# توراتزوی کرمونا

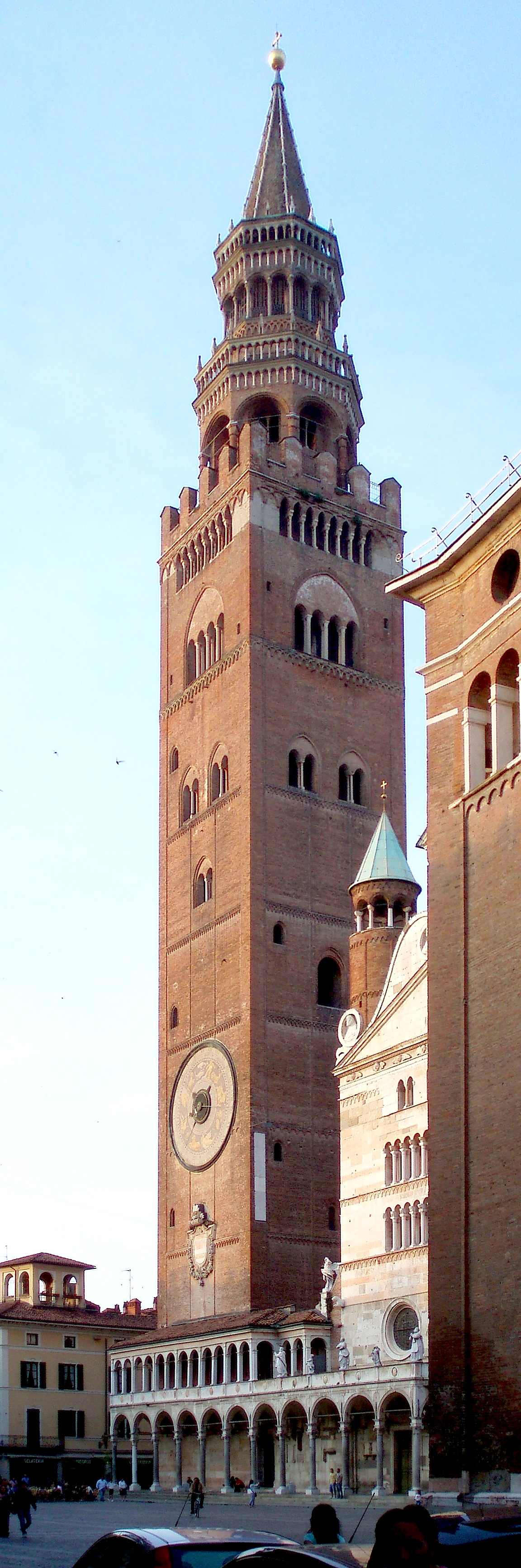
توراتزو.

توراتزو (به ایتالیایی: Torrazzo) یک برج ناقوس در کلیسای کرمونا در لمباردی است که در شمال ایتالیا واقع شده‌است. سومین برج بلند ناقوس آجری در جهان است. اولی در کلیسای سنت مارتین لاندسهوت بایرن، و دومی در کلیسای بانوی ما در بروخه بلژیک قرار گرفته‌است. تاریخ اتمام بنای توراتزو به سال ۱۳۰۹ میلادی برمی گردد.

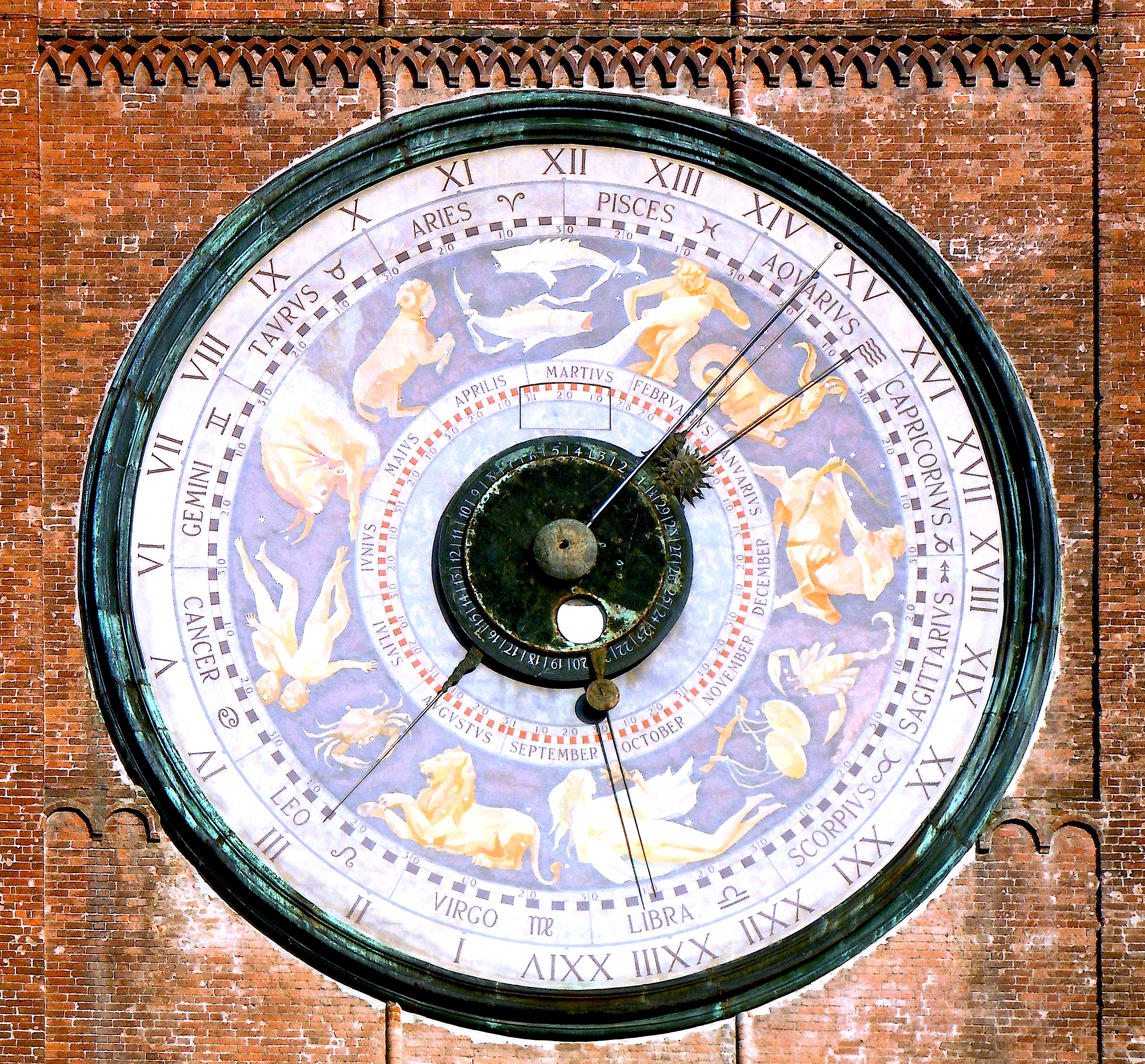
ساعت نجومی